# 川浦村
川浦村（かわうらむら）は、かつて岐阜県加茂郡にあった村である。
現在の美濃加茂市三和町川浦に該当する。

## 歴史
- 1889年（明治22年）7月1日 - 町村制により、川浦村が発足。
- 1897年（明治30年）4月1日 - 廿屋村、鹿塩村、及び上川辺村の一部[2]と合併し、三和村が発足。同日川浦村は廃止。